# Diario de Pernambuco
Diario de Pernambuco é um jornal publicado na cidade do Recife, capital do estado de Pernambuco, Brasil. É o mais antigo periódico em circulação da América Latina, fundado em 7 de novembro de 1825 pelo tipógrafo Antonino José de Miranda Falcão. Quando o Diario de Pernambuco foi fundado, o Recife ainda não era a capital do estado, fato que só ocorreu um ano e três meses depois.

## História
O Diario foi fundado na casa de seu criador, na rua Direita nº 256, e primeiramente era impresso numa única folha, como um caderno de anúncios de imóveis, achados e perdidos, leilões, etc, ao custo de 40 réis. Em seu primeiro número, como apresentação e sob o título de Introducção, o editor assim justificou a sua publicação (grafado de acordo com a grafia usada àquela época):
Faltando nesta cidade assaz populosa um Diario de Annuncios, por meio do qual facilitassem as transacções e se communicassem, ao publico noticias que a cada um em particular podem interessar, o administrador da Typographia de Miranda e Companhia se propoz a publicar todos os dias da Semana excepto os domingos somente o presente Diario, no qual debaixo dos titulos de Compras- / vendas - Leilões - Alugueis - Arrendamentos - Aforamento - Roubos - Perdas - Achados - fugidas e Aprehensões de escravos - Viagens - Afretamentos - Amas de leite etc., tudo quanto disser respeito a taes artigos; para o que tem convidado a todas as pessoas, que houverem de fazer estes ou outros quaesquer annuncios, aos levarem a mesma Typographia que lhes serão impressos gratis, devendo ir assignados.

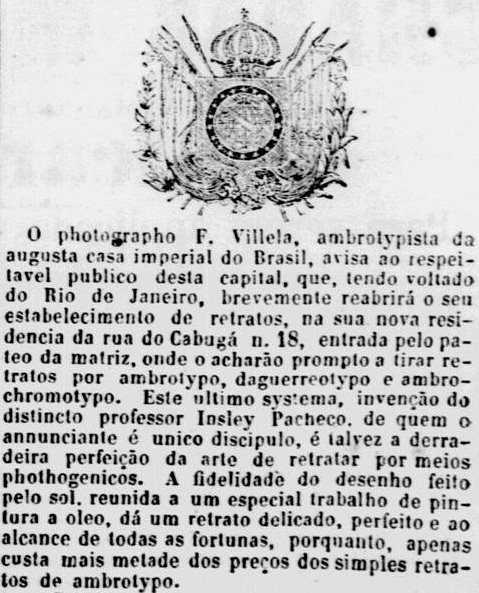
Anúncio de serviços fotográficos no jornal Diario de Pernambuco, edição de 4 de outubro de 1860 (Acervo da Biblioteca Nacional do Brasil).

Em 1835, o jornal foi vendido a Manuel Figueroa de Faria, sendo transformado em órgão oficial dos governos da província, posição mantida até 1911. Entre 1848 e 1849, o Diario realizou uma cobertura ampla da Revolução Praieira. O veículo assumiu uma posição antiescravista já na década de 1850, 38 anos antes da abolição. Em maio de 1888, exaltou a Lei Áurea, dando cinco dias de férias aos funcionários. Em 1901, Francisco de Assis Rosa e Silva assume como proprietário. Em 1908, quando completou 83 anos, o veículo anexou ao título o slogan: “Jornal mais antigo em circulação na América Latina”. O coronel Carlos Benigno Pereira de Lira, industrial e fazendeiro em Alagoas e Pernambuco, assume a presidência em 1913. Foi nessa gestão que Gilberto Freyre passou a ser cronista e articulista, assinando textos para o jornal até 1986, quando morreu.
No dia de seu centenário, em 1925, comemorado por toda a sociedade pernambucana, o Diario circulou com 60 páginas, trazendo em sua capa uma ilustração de autoria do pintor Manuel Bandeira.
Em 1903, o jornal mudou-se para seu endereço mais famoso, na Praça da Independência, conhecida do povo do Recife como a Pracinha do Diario, onde permaneceu por 101 anos, até 2004. Estabeleceu-se na Rua do Veiga, 600, no bairro de Santo Amaro de 2004 até 2016, quando se mudou para sua atual sede, na Avenida Marquês de Olinda, 133, próxima à Praça do Marco Zero. Desde 1931 pertence ao consórcio Diários Associados.
Durante sua longa trajetória, o Diario sofreu severa censura em várias ocasiões, com o empastelamento de suas rotativas, jornais queimados e rasgados, depredações da sede, e deixou de circular por alguns dias nos anos de 1911, 1912, 1931 e 1945. Um dos fatos mais marcantes de sua história foi o assassinato do estudante universitário Demócrito de Souza Filho, na sacada do prédio do jornal, pela polícia política de Getúlio Vargas, em março de 1945. Na década de 1960, o periódico assume uma posição marcadamente oposicionista ao governo de João Goulart, acreditando que o país estava ameaçado pelo comunismo.[carece de fontes?] Em Pernambuco, intensifica uma campanha contra a gestão de Miguel Arraes. Em 1964, celebra o Golpe de Estado no Brasil em 1964 e dá ampla cobertura aos governos militares.[carece de fontes?]
Em 19 de janeiro de 2015, o jornal teve 57,5% das suas ações compradas pelo Sistema Opinião de Comunicação, de propriedade de Cândido Pinheiro, que passou a ser sócio majoritário em relação aos Diários Associados, que agora passavam a responder por apenas 42,5% das ações. O mesmo ocorreu com várias empresas do grupo no Nordeste do Brasil. Em 13 de outubro do mesmo ano, o Grupo R2, dos irmãos Maurício Rands e Alexandre Rands, adquiriu 78% das ações do periódico e das rádios Clube FM e Rádio Globo Recife.
Em 2016, as edições de sábado e domingo do jornal foram unificadas e transformadas numa "super edição" impressa aos sábados, seguindo o exemplo de outros jornais pelo país. A edição dominical passou a ser disponibilizada on line para os assinantes das versões impressa e digital. As medidas haviam sido tomadas devido à crise econômica no país, mas não foram suficientes para estancar os problemas financeiros do jornal, que teve vários demitidos entre 2017 e 2018 e um princípio de greve em janeiro de 2019.
Em 19 de outubro de 2019, após oito meses de negociações, o Grupo R2 vende o jornal, juntamente com as rádios Clube FM e Rádio Clube para o advogado e empresário Carlos Frederico de Albuquerque Vital, conselheiro do Sport Club do Recife e vice-presidente jurídico da Associação dos Cronistas Desportivos de Pernambuco, além de proprietário de outros empreendimentos menores. A venda do jornal foi vista com entusiasmo por alguns e receio por outros. Enquanto uns indicavam que o novo dono teria simpatia em demasia por socialistas, outros o taxavam de apoiador do então presidente, Jair Bolsonaro. A linha editorial do jornal todavia, manteve-se com distanciamento político, fiel à sua tradição.
Em 15 de fevereiro de 2020, o jornal inclui a frase "Rumo aos 200 anos" junto ao slogan da edição impressa. E em 18 de dezembro de 2020, o jornal trocou seu caderno e seu portal de esportes, se desvinculando do portal mineiro SuperEsportes, de quem era parceiro desde 2010, para criar o EsportesDP, mais integrado ao site do jornal.

## Editorias
- Opinião
- Política
- Economia
- Brasil
- Mundo
- Vida Urbana
- EsportesDP [10]
- Viver

## Prêmios

### Prêmio ExxonMobil de Jornalismo(Esso)
- 2004: Esso Regional Nordeste, concedido a Vandeck Santiago, pela reportagem "Francisco Julião, As Ligas e o Golpe Militar de 1964".[11]
- 2006: Esso de Informação Científica, Tecnológica e Ecológica, concedido a Sílvia Nessa, pela reportagem Nordeste Conectado".[12]
- 2008: Esso Regional 1, concedido a Silvia Bessa e Marcionila Teixeira, pela reportagem "Hanseníase ".
- 2008: Esso de Melhor Contribuição à Imprensa, concedido a Marcondes Brito e Vera Ogando, por "DIARIO EM BRAILLE Pelo extraordinário alcance social da iniciativa, ao permitir que milhares de deficientes visuais do Estado de Pernambuco passassem a dispor das mesmas informações impressas diárias oferecidas aos demais".[13]
- 2009: Esso Regional 1, concedido a Silvia Bessa, com o trabalho "Quilombola - Os direitos negados de um povo".[14]
- 2010: Esso Regional Norte/Nordeste, concedido a Fred Figueiroa e Juliana Colares, pela obra "O Caminho Sem Volta".[15]

### Prêmio Vladimir Herzog
Prêmio Vladimir Herzog de Arte
| Ano  | Obra               | Veículo de mídia            | Autor                       | Resultado |
| ---- | ------------------ | --------------------------- | --------------------------- | --------- |
| 2004 | "Série de cartuns" | Jornal Diario de Pernambuco | Christiano Mascaro          | Venceu    |
| 2015 | “Maioridade penal” | Diario de Pernambuco (PE)   | Gregório de Holanda Vieirra | Venceu    |

Menção Honrosa do Prêmio Vladimir Herzog por Arte
| Ano  | Obra                          | Veículo de mídia                 | Autor                             | Resultado |
| ---- | ----------------------------- | -------------------------------- | --------------------------------- | --------- |
| 2015 | “Redução da maioridade penal” | Diario de Pernambuco (PE)        | Jarbas Domingo de Lira Jr.        | Venceu    |
| 2016 | “Eu vi um Pokémon”            | Diario de Pernambuco – Recife/PE | Samuca (Samuel Rubens de Andrade) | Venceu    |

Prêmio Vladimir Herzog de Fotografia
| Ano  | Obra                    | Veículo de mídia            | Autor                       | Resultado      |
| ---- | ----------------------- | --------------------------- | --------------------------- | -------------- |
| 1999 | "Fome"                  | Jornal Diario de Pernambuco | Jaqueline Maia Braga        | Menção Honrosa |
| 2004 | "Sem teto, sem destino" | Jornal Diario de Pernambuco | Teresa Cristina Maia Dantas | Venceu         |